# Socha Věry Čáslavské
Socha Věry Čáslavské (někdy zkráceně: Pocta Věře; Tribute to Vera) je osobitě ztvárněná, nekontroverzní pohyblivá ocelová socha v barvách české trikolory od českého výtvarníka Davida Černého věnovaná poctě a vzpomínce na českou sportovní gymnastku a sedminásobnou olympijskou vítězku Věru Čáslavskou. Umělec plastiku vytvořil u příležitosti letních olympijských her 2024.

## Podrobněji
Socha byla poprvé umístěna ve veřejném prostoru jako nepřehlédnutelná dominanta u Českého domu v parku La Villette v Paříži a slavnostně odhalena 26. července 2024 při příležitosti letních olympijských her 2024 konaných ve Francii. Plastika byla z České republiky do Paříže dopravena trojicí kamionů a její složení a ladění detailů zabralo technikům téměř celý týden. Po skončení olympijských her byla socha dvojicí kamionů převezena zpět do Prahy.
Dne 4. září 2024 byla plastika podruhé slavnostně odhalena před Tyršovým domem (sídlem České obce sokolské v centru Prahy) na pražském Újezdě, kam byla z Francie přemístěna a kde by měla setrvat minimálně do května 2025, kdy Tyršův dům oslaví sto let služby jako centrum českého sportu. Lokalita byla zvolena tak, aby se socha nacházela v blízkosti míst, kam Věra Čáslavská v Praze často chodívala cvičit.
Investiční skupina Rockaway Capital stála u vzniku sochy a byla i u jejího umístění v Paříži. Zajistila finanční prostředky a postarala se o celkovou výrobu tohoto značně technicky náročného díla poháněného servomotory ovládanými složitým řídicím systémem. Zároveň investiční skupina uhradila veškeré náklady spojené s její dopravou a zaplatila také její instalaci.
Přes 9 metrů vysoká dynamická plastika vážící 7,5 tuny je zhotovena z nerezové oceli. Tvůrci kinetické sochy dlouho pracovali na relativně složité technologii jejího pohybu. Dílo je poháněno soustavou elektrických pohonů řízených komplikovaným programem. Pohyb sochy využívající rotaci kolem tří os je založen na principu kardanova závěsu a to tak, že středová část plastiky má volnost otáčení ve všech třech osách kartézské souřadnicové soustavy. Socha se pomalu pohybuje za naprostého ticha převážně rotačními pohyby podél různých os a vytváří tak dojem mechanické hry, do níž se půvabně a spontánně zapojují střídavě jednotlivé barevné figury v nadživotní velikosti, které věrně napodobují tělo zobrazované sportovkyně.
Českou sportovní osobnost Věru Čáslavskou s jejím typickým drdolem, který při soutěžích nosila, ztvárňuje plastika ve třech různobarevných (červená, modrá, bílá) gymnastických pozicích. Tyto gymnastické pozice figur, každá v jedné barvě národní trikolory, vycházejí z fotografií zachycujících skutečné pózy sportující Věry Čáslavské. V průběhu otáčení za současného slunečního osvícení vrhají jednotlivé figurální pozice stíny a odlesky na okolní plochy a budovy. Pohyblivá plastika musí být pravidelně udržována o což se stará speciální firma. Dílo musí být schopno vzdorovat povětrnostním vlivům (hlavně námraze a sněžení) a bylo již od samotného počátku navrženo jako odolné proti větru a dešťové vodě.
Skulptura odkazuje nejen na sportovní úspěchy Věry Čáslavské (a její symbolický návrat do Tyršova domu, kam chodila cvičit, závodit a podporovat sokolské gymnasty), ale i na její morální životní postoje. Čáslavská reprezentovala nejen gymnastiku jako sport, ale disponovala hodnotami jakými jsou občanství, silná osobnost a laskavost, tedy atributy k nimž se hlásí i Česká obec sokolská (ČOS).

Česká trikolora v jednotlivých pozicích plastiky
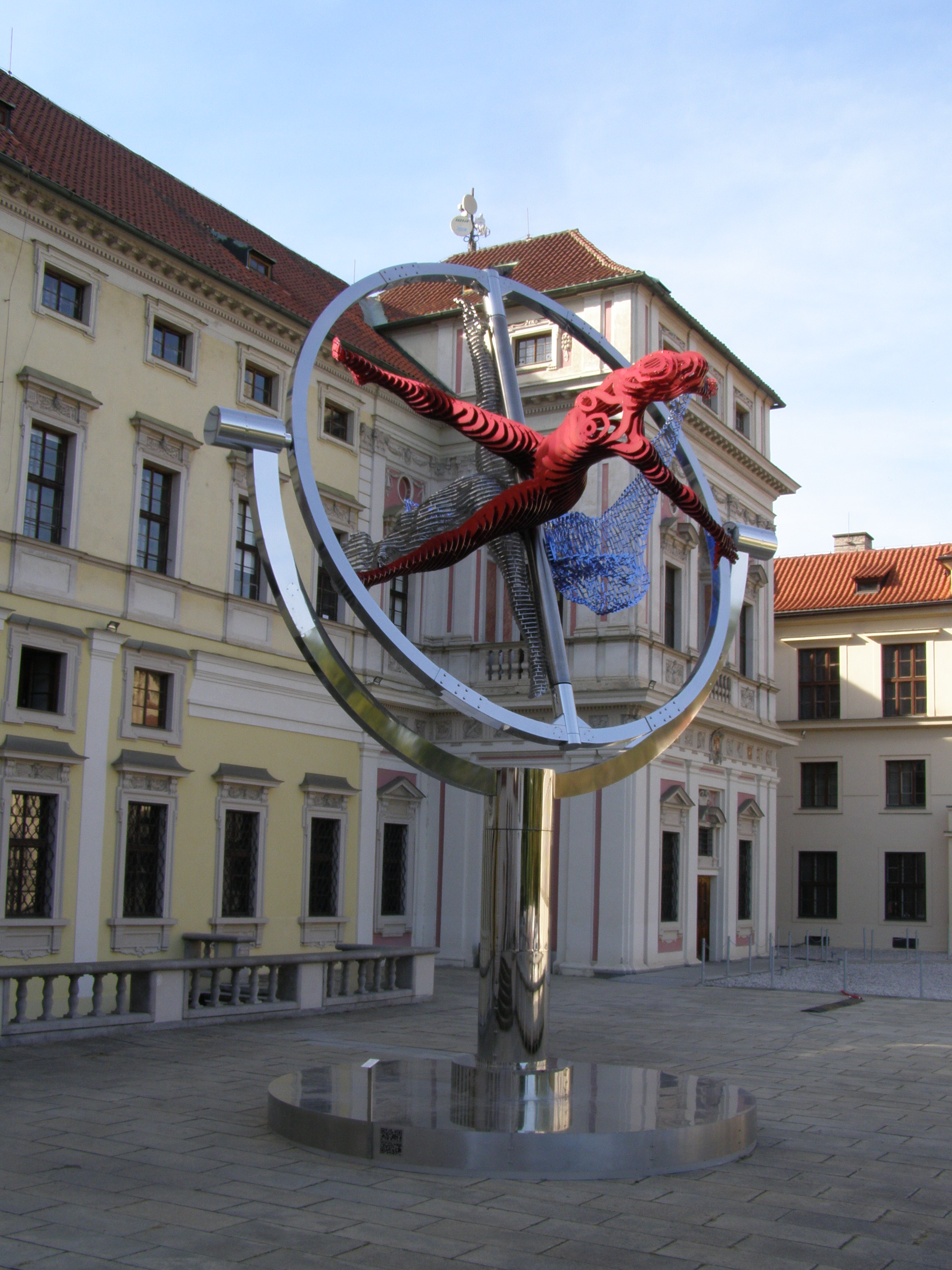
červená
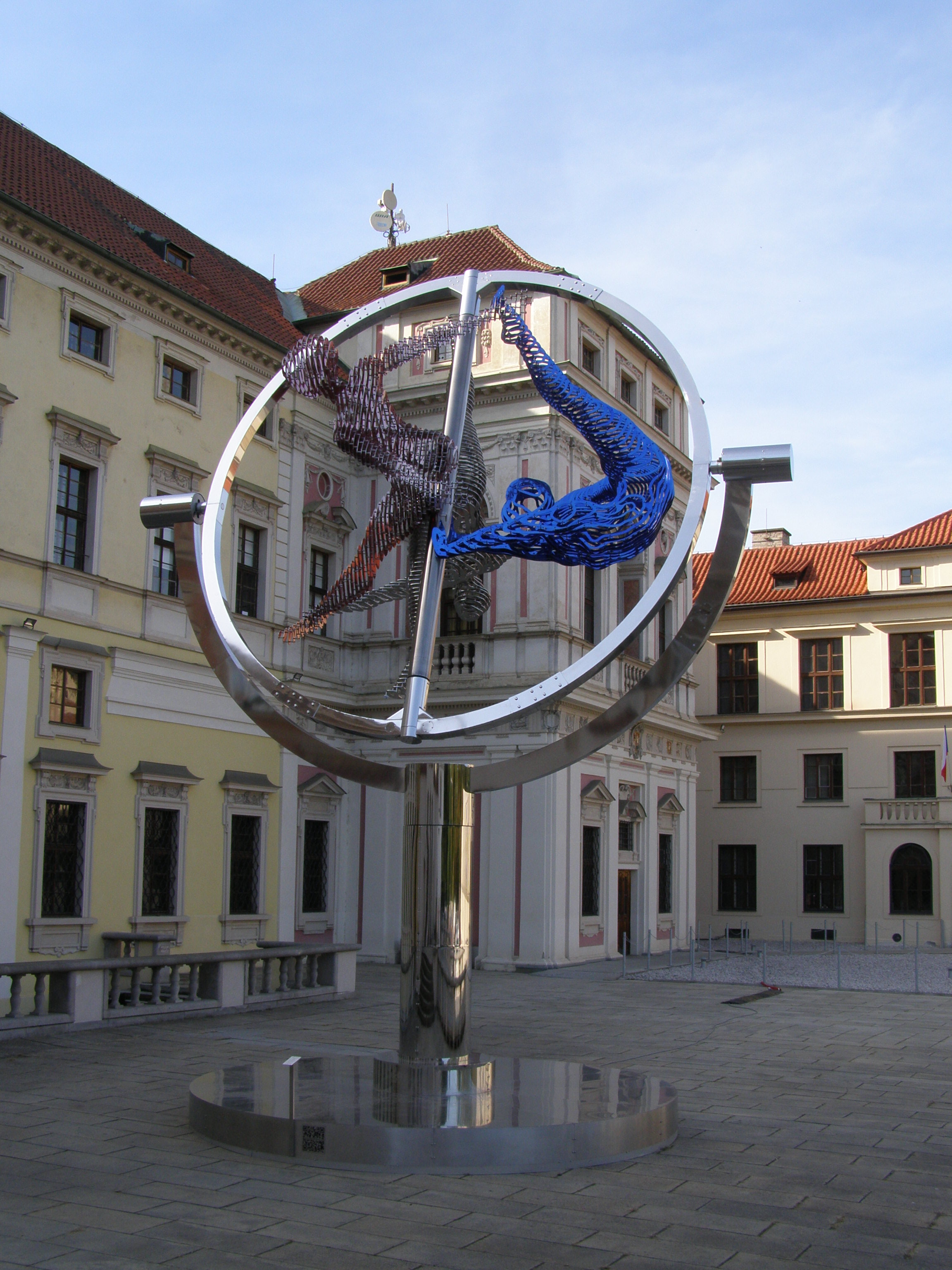
modrá
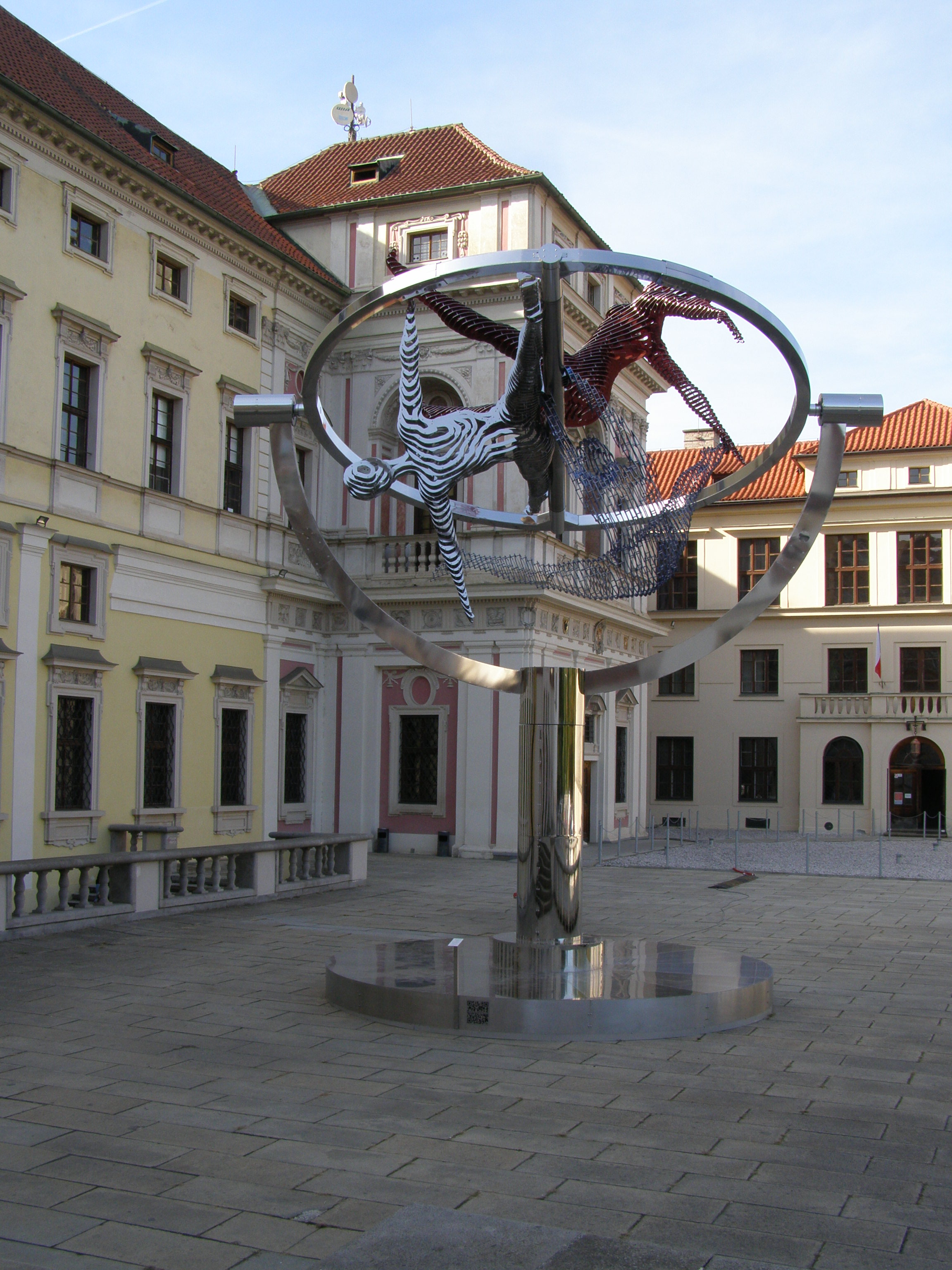
bílá